# Masacre de Puerto Montt
La masacre de Puerto Montt —también conocida como matanza de Pampa Irigoin— fue una masacre por parte de fuerzas policiales de Chile ocurrida en la ciudad de Puerto Montt el 9 de marzo de 1969, durante el gobierno democratacristiano de Eduardo Frei Montalva. En el hecho, once pobladores murieron a manos de efectivos de Carabineros de Chile —incluyendo un menor de tres meses de edad que falleció a causa del gas lacrimógeno— durante el desalojo de una ocupación ilegal de terreno. Más de 70 personas, entre pobladores y carabineros, resultaron heridas de diversa gravedad, según la versión oficial de la autoridad.
La tragedia causó conmoción nacional y provocó una grave crisis política al interior del gobierno de Frei Montalva. El ministro del Interior de la época, Edmundo Pérez Zujovic, fue acusado por la Unidad Popular como el responsable de los trágicos hechos, por lo que renunció a su cargo cuatro meses después, luego de que no prosperara una acusación constitucional en su contra. Su asesinato en 1971 por un grupo de extrema izquierda, durante el gobierno de Salvador Allende, sería en represalia por los sucesos de Puerto Montt.
Ninguna autoridad fue sometida a proceso por los muertos y heridos de la masacre. Los familiares de las víctimas solo serían compensados con viviendas y pensiones vitalicias por el gobierno de Salvador Allende en 1971.

## Antecedentes
La comuna de Puerto Montt se había visto gravemente afectada por el terremoto del 22 de mayo de 1960. El informe del arquitecto Sergio Soza, de la Dirección de Arquitectura de la provincia de Llanquihue, estimó en tres mil las casas que demandaban reconstruirse y en 25 000 las personas sin hogar, que estaban viviendo en albergues provisorios o en casas que requerían demolición. A esto se sumó el déficit que existía previo a la catástrofe, por lo que en total se necesitaban construir cinco mil viviendas para dar solución definitiva al problema. El posterior desplazamiento de población venida de los campos aledaños y la corriente migratoria proveniente de las islas de Chiloé —producto de la imposibilidad de sostener familias extensas en explotaciones agrícolas pesqueras con métodos de producción rústicos— y la modernización de los procesos productivos en los terrenos ocupados por colonos alemanes, recrudecieron la compleja situación.
Estos hechos llevaron a que en Puerto Montt, después del terremoto, se produjera una serie de tomas de terrenos en el sector alto de la ciudad. Tal fue el caso del sector denominado como «Pampa Irigoin», propiedad de Rociel Irigoin Oyarzún, el cual era un terreno pantanoso, de mala calidad para la actividad agrícola, con escasa capa vegetal, pedregoso y donde a veces pastaban animales de la Feria Osorno S.A.

### Primeras ocupaciones ilegales
Desde principios de 1968 Rociel Irigoin entabló conversaciones con el Ministerio de Vivienda para la venta de este terreno. A pesar de estos avances, el 3 de junio de ese año 320 familias se tomaron sitios de su propiedad —en paralelo a una ocupación colindante de un terreno conocido como «Pampa Goecke»—. La toma fue solucionada dos días después de manera pacífica con la entrega de terrenos para unas 220 familias. Al día siguiente, el intendente Bartolomé Palacios Calimann acusó a «agitadores profesionales» de promover las ocupaciones ilegales, y los responsabilizó «de las consecuencias que puedan sufrir quienes intenten una nueva ocupación, que será impedida por las fuerzas de Carabineros».
Cuatro meses después, la madrugada del 4 de octubre, 50 familias se tomaron otro terreno propiedad de Irigoin. Pero en esta ocasión el Gobierno optó por el desalojo. Durante el procedimiento, que se inició a las 4.30 de la mañana del domingo 6 de octubre, se registraron incidentes entre pobladores y fuerzas policiales que dejaron a más de 30 personas heridas.

## Los sucesos
En la madrugada del lunes 3 de marzo de 1969, 91 familias ocuparon aproximadamente cuatro hectáreas del último terreno disponible en el sector de Pampa Irigoin —una superficie situada entre la Carretera Panamericana y la población Ampliación Manuel Rodríguez—, con la intención de obtener una expropiación legal por no-uso de la tierra (posible en la legislación chilena de aquella época) y poder construir allí sus futuros hogares.

### 8 de marzo
Durante los primeros días la ocupación transcurrió de manera pacífica; sin embargo, el fin de semana la tranquilidad comenzó a romperse. En la mañana del sábado 8 de marzo asumió el cargo de intendente subrogante de Llanquihue Jorge Pérez Sánchez. A las 11.10 de la mañana de ese día, el mayor de Carabineros de la Segunda Comisaría de Llanquihue en Puerto Montt, Rolando Rodríguez Morbán, llegó al domicilio del regidor y diputado electo socialista, Luis Espinoza Villalobos. Después acudieron a los terrenos ocupados en la Pampa Irigoin y se reunieron con los pobladores por cerca de una hora. La autoridad policial pidió información de los ocupantes del terreno.
En la tarde, al regresar de su predio agrícola, Rociel Irigoin vio que familias se habían instalado en el sitio que quedaba libre, por lo que se presentó en la Segunda Comisaría a las 18 horas y dejó una constancia sobre la ocupación y propiedad del terreno, sin pedir el desalojo de los ocupantes o la restitución del sitio.
A las 22.30 horas, Espinoza regresó a la población Ampliación Manuel Rodríguez, donde se realizaba un baile popular para celebrar su victoria en las recientes elecciones parlamentarias del 2 de marzo. Pasada la medianoche, el diputado electo fue detenido por personal de la Policía de Investigaciones por infracción a la Ley de Seguridad del Estado, por incitar a ocupaciones ilegales de terrenos, siendo conducido esa misma noche a la Corte de Apelaciones de Valdivia.

### El desalojo
A las 5 de la mañana del domingo 9 de marzo, una tropa de las unidades de la Prefectura de Llanquihue —al mando del teniente coronel Alberto Apablaza Flores y el mayor de Carabineros Rolando Rodríguez— salió desde el cuartel de la Segunda Comisaría hacia el sitio  de ocupación de la última toma, obedeciendo una orden del intendente subrrogante Jorge Pérez Sánchez, quien a su vez seguía las instrucciones impartidas por el subsecretario del Interior Juan Achurra Larraín, previa consulta al ministro del Interior Edmundo Pérez Zujovic.
Según relatos de testigos, a las 6 de la mañana se escucharon los primeros gritos de los pobladores de Pampa Irigoin, los cuales advirtieron la llegada de la fuerza policial. A las 7.30 horas una pareja de Carabineros inició un reconocimiento hacia el sector oriente del sitio. Al verse enfrentado por un docena de pobladores, uno de los funcionarios efectuó un disparo al aire para volver donde estaba el resto de tropa uniformada. En ese instante, llegó personal de la prefectura de Osorno, atrasado debido a fallas en el bus que lo debía transportar.
A la altura de calle Nueva Oriente, el teniente a cargo de los refuerzos —al escuchar tiros— dio la orden: «Proceder, es un desalojo». Los carabineros retrocedieron ante la arremetida de los pobladores, se generaron peleas cuerpo a cuerpo y se produjo un fuerte tiroteo por espacio de un cuarto de hora. El desalojo de la Pampa Irigoin terminó a las 8.45 horas.

## Consecuencias
Las fuerzas de Carabineros en los incidentes de Pampa Irigoin emplearon revólveres Colt con 12 tiros, fusiles SIG, carabinas Mauser, carabinas lanzagases y bombas lacrimógenas, y causaron la muerte de once pobladores —entre ellos un bebé de tres meses—. La mayoría de las víctimas fatales no era parte de la ocupación, sino que correspondía a vecinos de la población Ampliación Manuel Rodríguez que observaban el enfrentamiento, puesto que se encontraban en un sitio elevado en relación con los terrenos donde ocurría el desalojo. Asimismo, el hospital de Puerto Montt atendió a 41 heridos, de los cuales 21 fueron civiles heridos a bala.
La versión oficial entregada por el Gobierno el mismo día de los sucesos consignó 56 civiles heridos y 18 carabineros lesionados. En la operación policial participaron en total 217 carabineros.

### Lista de víctimas
- Alderete Oyarce, Luis, 19 años.
- Aros Vera, José, 27 años (falleció tres días después).[27]
- Ayancán, Guillermo, 38 años (falleció dos semanas después producto de sus heridas).[28]
- Cabrera Reyes, Federico, 24 años (falleció al día siguiente).[29]
- Cárdenas Gómez, Jovino, 30 años.
- Flores Silva, José, 19 años.
- González Flores, Arnoldo, 34 años.
- Montiel Santana, Robinson, 3 meses (falleció al día siguiente por efecto de las bombas lacrimógenas).[29]
- Montiel Valderas, David, 34 años.
- Santana Chacón, José, 64 años.
- Vargas Vargas, Wilibaldo, 31 años.

### Funerales
El martes 11 de marzo miles de personas asistieron a los funerales de siete de las víctimas, los cuales se realizaron en el Cementerio General, El cortejo fúnebre se inició a las 11.45 en Población Libertad —en el sector alto de la ciudad—, bajó al centro por calle Ejército y se desvió hacia la plaza de Armas para doblar en San Martín y pasar frente a la Intendencia, antes de continuar hacia el camposanto por calles Egaña y Huasco.
Durante todo el trayecto, que se extendió por más de tres kilómetros, los ataúdes fueron llevados en los hombros de los pobladores, incluyendo el de Robinson Montiel, que fue acarreado por cuatro niños y encabezó la procesión. En el cementerio, hablaron diversos políticos, entre ellos el regidor y diputado electo Luis Espinoza —quien había sido liberado el día anterior—, el subsecretario general del Partido Socialista, Adonis Sepúlveda, el diputado electo y secretario general de la Central Única de Trabajadores, Luis Figueroa, el senador electo Américo Acuña, la senadora Julieta Campusano y el presidente del Senado, el médico cirujano Salvador Allende.

### Compensaciones
Las familias de la toma fueron trasladadas posteriormente a viviendas provisorias en «Pampa Mirasol». En agosto de 1969 familiares de las víctimas recibieron casas en Pampa Irigoin.
Dos años después, durante el gobierno de Salvador Allende, se regularizó la compensación a las víctimas: las cónyuges, padre o madre de los fallecidos recibieron por parte del Estado viviendas de manera gratuita, como también una pensión vitalicia. Los heridos que quedaron con invalidez total o parcial también recibieron indemnizaciones.
En 2019 se presentaron ante la Comisión Interamericana de Derechos Humanos los antecedentes de la muerte de Robinson Montiel para que el órgano inicie una investigación sobre la masacre.

## Reacciones
Las motivaciones que desencadenaron los hechos han sido muy discutidas y abarcan desde un legítimo problema habitacional hasta intereses políticos. 

### Gobierno
El gobierno de Eduardo Frei Montalva realizó una férrea defensa del actuar de las autoridades puertomontinas desde el momento en que ocurrieron los hechos. A las pocas horas de los incidentes, tanto la Intendencia de Llanquihue como el subsecretario Achurra Larraín aseguraron que los pobladores actuaron organizados y atacaron al personal policial con armas de fuego, garrotes y piedras, y acusaron directamente al regidor Luis Espinoza como instigador de los hechos. En una extensa declaración entregada la noche del domingo 9, el Ministerio del Interior afirmó que lo ocurrido había sido producto de «la culminación de una campaña sistemática de acciones ilegales y subversivas y de usurpación de terrenos encabezada por el regidor del Partido Socialista de la comuna de Puerto Montt, señor Luis Espinoza Villalobos», y por lo tanto, «no se trata, pues, (...) de la explotación espontánea de un problema habitacional agudo, sino del resultado lamentable de intereses políticos irresponsables y bastardos, que no han trepidado en jugar vidas humanas dignas y valiosas subordinándolas a sus intereses partidistas inmediatos».
Según el relato del periodista Guillermo Blanco, narrado 36 años después de los sucesos en sus memorias Recuerdos no siempre cuerdos, Pérez Zujovic se enteró de la masacre la mañana del domingo 9, mientras conversaba en su despacho con el político y periodista Ricardo Boizard. Según Boizard —quien le contó esta historia a Blanco—, de pronto los interrumpió una llamada: el ministro levantó el teléfono, escuchó unos segundos y después exclamó «¡No puede ser!» y «Es que es horrible», mientras se ponía pálido. Transcurridos unos segundos, Boizard le preguntó que sucedía y Pérez Zujovic le contó que le acababan de informar sobre los hechos en Puerto Montt.
Sin embargo, la hija de Pérez Zujovic, María Angélica, relató en 2013 otra versión sobre este momento. De acuerdo a sus memorias, su padre descansaba esa mañana en su casa de Algarrobo junto con su familia, acompañado también por el senador democratacristiano José Musalem. Alrededor de las 11 horas apareció un carabinero que lo buscaba porque tenía que atender en el retén más cercano una llamada urgente desde Santiago, por lo que el ministro salió acompañado del senador Musalem. Al regresar a su hogar después de atender la llamada, María Angélica vio a su padre afectado por las noticias sobre lo que había ocurrido en Puerto Montt. Esta versión también fue entregada por el propio Musalem en una entrevista de 2001, ocasión en que afirmó que el ministro no había tenido comunicación con el Ministerio del Interior en los dos días previos: «A mí me consta que él no tenía mayor preocupación de que pudiera haber estado pasando algo de esta gravedad, ni se le pasaba por la mente.Cuando le dieron la noticia quedó muy choqueado. Nos fuimos a la casa e inmediatamente se vino a Santiago, no quiso que lo acompañaran, muy de la personalidad de Edmundo, pues yo le ofrecí acompañarlo y prefirió venir solo».

### Partidos políticos
Los partidos del Frente de Acción Popular, por su parte, hicieron responsable de los graves incidentes a Pérez Zujovic. El Partido Radical hizo un llamado a los trabajadores «de mantenerse al alerta frente a la acción de brutalidad del régimen fracasado, que trata de imponerse y es el único responsable».
En una declaración conjunta, el Partido Socialista y el Partido Comunista calificaron como «inaceptable» la versión oficial del Gobierno: «Frente a la ocupación por parte de centenares de pobladores sin casa de terrenos baldíos susceptibles de servir de morada a familias de trabajadores muy modestos en las afueras de Puerto Montt, el gobierno democratacristiano ha reincidido en el acto criminal de asesinar alevosamente a ocho personas y dejar heridas a decenas de ellas».
Incluso la Juventud Demócrata Cristiana condenó los hechos. En una declaración pública la organización expresó: «Este nuevo acto represivo del gobierno no es sino la consecuencia de una política cada vez más alejada y contraria a los intereses populares, que necesita, para imponerse, una cuota cada vez mayor de autoritarismo» y exigió la «salida inmediata» del ministro Pérez Zujovic. Posteriormente, sus líderes —entre ellos el presidente de la JDC, Enrique Correa— fueron desautorizados por la directiva nacional que encabezaban Renán Fuentealba y Bernardo Leighton, y también suspendidos de manera temporal por las declaraciones emitidas. Esta reacción del sector oficialista de la DC aceleraría la división al interior del partido: en los meses siguientes, el grupo «rebelde» de la JDC y otras figuras —entre ellas los senadores Rafael Agustín Gumucio y Alberto Jerez y los diputados Vicente Sota y Julio Silva Solar—, dejarían el conglomerado para formar el Movimiento de Acción Popular Unitaria (MAPU).
Por su parte, el Partido Nacional responsabilizó de los hechos a los «agitadores políticos que lejos de buscar la armonía y la solución a los problemas del pueblo, utilizan sus necesidades con fines partidistas, induciendo a los sectores populares a un trágico e innecesario enfrentamiento...», pero también criticó al Gobierno, «que ha ilusionado al pueblo con atrayentes promesas electorales que luego no se cumplen...».
El senador Salvador Allende, en sesión especial de la Cámara Alta realizada cuatro días después de los sucesos, criticó duramente al Gobierno y acusó el silencio del ministro del Interior. En una extensa intervención, Allende sostuvo:

Digo, midiendo mis palabras, que, a mi juicio, éste ha sido un crimen colectivo y que hubo en él premeditación y alevosía. No se me escapa la gravedad de lo que estoy sosteniendo. Pero, ¿por qué lo digo? ¿Cuáles son los hechos? 
No ha habido ocupación de terreno, sino ampliación de una población que empezó a formarse hace ocho o diez meses y que estaba terminada. Ello sucedió el día 4 de marzo. Ciertamente fueron ocupándose terrenos adyacentes a esa población, para ampliarla, hasta que llegó —el día viernes 7, me parece— a ser de setenta o noventa el número de ocupantes que levantaron allí, sus modestas, humildes viviendas de madera, enarbolando la bandera patria. Carabineros no intervino.
Senador Salvador Allende, 13 de marzo de 1969

Al día siguiente Pérez Zujovic respondió a las críticas. En cadena nacional de radio y televisión, entregó la versión del Ejecutivo sobre los acontecimientos, reafirmó la posición del Gobierno de que el regidor Luis Espinoza había sido el principal «instigador» de la ocupación ilegal, responsabilizó al Partido Socialista de los acontecimientos y se defendió de las acusaciones:

Se trata, como cualquier persona puede apreciarlo, de una acción legítima de la fuerza pública frente a un acto ilegal que fue resistido con una violencia claramente organizada. Sin embargo, se ha pretendido desfigurar esta verdad para llevar al país a la creencia de que se trata no de una acción legítima en resguardo de la ley del orden social, sino de un crimen premeditado y alevoso.
La extrema izquierda, con un despliegue integral de sus medios publicitarios y propagandísticos, ha hecho esta afirmación y se han inventado circunstancias y situaciones para respaldar esta inadmisible acusación. Su más alto personero, el senador socialista Salvador Allende, las ha hecho suyas en la intervención que le cupo en la sesión especial del Senado que se efectuó en el día de ayer jueves (...) El Gobierno, a cuyo nombre hablo, no se va a dejar amedrentar por las embestidas de la difamación y la audacia de la calumnia.
Edmundo Pérez Zujovic, 14 de marzo de 1969

### Acusación constitucional
El 12 de junio de 1969 la Cámara de Diputados rechazó una acusación constitucional por «infracción de la Constitución, abuso de poder y atropellamiento de las leyes» en contra de Edmundo Pérez Zujovic, con 78 votos en contra, 54 a favor y tres abstenciones. Tres semanas después el ministro presentó su renuncia al cargo, aduciendo la necesidad de volver a desempeñarse en una empresa constructora la cual había formado hace varios años. Su salida se hizo efectiva el 9 de julio.

### Asesinato de Pérez Zujovic
El 8 de junio de 1971, bajo el gobierno de Salvador Allende, un comando del grupo terrorista de ultraizquierda, Vanguardia Organizada del Pueblo, asesinó a Edmundo Pérez Zujovic a balazos tras una emboscada a su auto en una calle de Providencia. El grupo justificó su accionar como venganza por la masacre en Puerto Montt. La Policía de Investigaciones localizó al comando terrorista y cinco días después dio muerte a dos de sus integrantes: los hermanos Ronald y Arturo Rivera Calderón. El 16 de junio, el tercer y último integrante de la célula que participó en el atentado, Heriberto Salazar Bello, asesinó a tres detectives en el cuartel general de Investigaciones y luego se dinamitó, en un ataque suicida.

## Expresiones culturales
El artista conceptualista uruguayo Luis Camnitzer exhibió el 20 de junio de 1969 en el Museo Nacional de Bellas Artes una instalación titulada Masacre de Puerto Montt, consistente en líneas y palabras de vinilo en el piso que representaban la dirección de las balas. Sin embargo, el propio artista afirmó posteriormente, en una entrevista de 2013, que la muestra resultó un fracaso: «La izquierda me atacó porque no había sangre y la derecha porque había palabras. Hice una obra similar en Caracas muy popular, pero en Chile pasaban por la sala, no veían nada y se iban». La obra fue posteriormente adquirida por el Museo Reina Sofía de Madrid. Está expuesta en la sala 104.07 de la institución española.
El cantautor Víctor Jara compuso una canción sobre los hechos llamada «Preguntas por Puerto Montt», publicada en el álbum Pongo en tus manos abiertas... (1969).
En 2004 se estrenó en Puerto Montt la ópera rock Pampa Irigoin, del músico puertomontino Adrián Ojeda Cárdenas.
Para la conmemoración del 40.º aniversario de la tragedia, el muralista chileno Alejandro «Mono» González pintó un mural sobre la matanza en calle Las Acacias de Población Manuel Rodríguez, tarea en la que recibió ayuda de hijos y nietos de vecinos que vivieron los hechos de 1969.
En 2010 el periodista Paulo Vargas Almonacid estrenó el documental Ni toda la lluvia del sur, sobre los trágicos hechos, mientras que en 2016 se realizó un cortometraje inspirado en los sucesos, titulado El amanecer, de Aukaleb Ankaro, y la obra de teatro Latido Pampa, de Balmaceda Arte Joven.
En 2012 surgió la agrupación «Pampa Irigoin», que desde 2012 se ha dedicado a mantener viva la memoria de estos hechos en Puerto Montt.
Con motivo de la conmemoración de los 50 años de la masacre, el antropólogo Wladimir Soto Cárcamo publicó en 2018 una investigación detallada del caso, titulada Pampa Irigoin: historia de una matanza en Puerto Montt.